# Kettil Karlsson

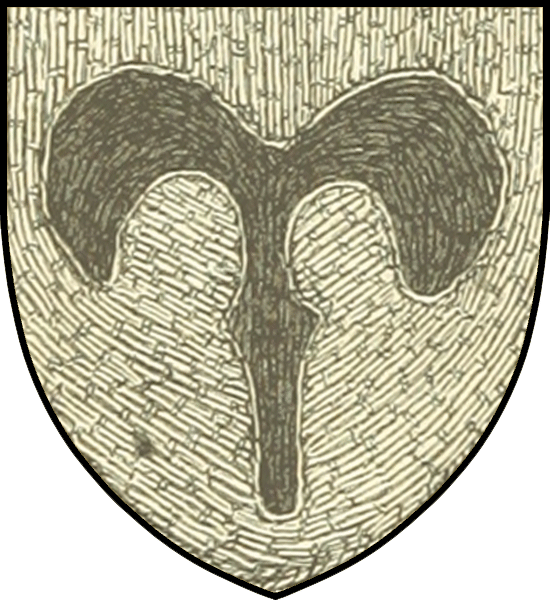
Escudo de armas de la Casa Vasa.

Kettil Karlsson (Vasa) (1433 - 11 de agosto de 1465) fue un clérigo sueco, Obispo de Linkö y el regente de Suecia bajo la Unión de Kalmar desde febrero de 1464 a agosto de 1465. Su mandato se vio interrumpido por el segundo reinado de Carlos VIII de Suecia, que duró seis meses. Karlsson también fue el Obispo de Linköping. Era hijo de Karl Kristiernsson (Vasa) y Ebba Eriksdotter (Krummedige).
| Predecesor: Carlos VIII (rey) | Gobernante de Suecia 1464 - 1465 | Sucesor: Erik Axelsson (regente) |

- Datos: Q2415965
- Multimedia: Kettil Karlsson (Vasa) / Q2415965